# Marco Paulo
Marco Paulo   (Mourão, 21 de gener de 1945 - Sintra, 24 d'octubre de 2024) va ser un cantant portuguès. Les seves cançons més conegudes són «Eu tenho dois amores», «Maravilhoso coração» i «Nossa Senhora». Va rebre diversos premis, entre ells els discos de platí, or i plata i un de diamant.